# Nagy Márton (festő)
Nagy Márton (Révkomárom, 1902. augusztus 31. – Komárom, 1990. szeptember 24.) magyar festő.

## Életútja
1920 és 1923 között a budapesti Iparművészeti iskola, díszítőfestő szakán tanult. Tanulmányait megszakította, majd visszatért a szülővárosába. 1924-ben a Jókai Egyesület Szépművészeti Osztályának megalakításában is részt vett. Az 1920-as években tanulmányutat tett Bécsben, Olaszországban és Franciaországban, ezt követően pedig Komáromban munkálkodott. 1927-ben elnyerte Révkomárom város ösztöndíját. 1945 után kitelepítették. Rajztanárként dolgozott előbb Kőszegen, Nagykanizsán, Tatabányán és Szőnyben, 1955-től 1965-ig pedig Komáromban. 1920-tól állított ki, szülővárosában, Érsekújvárott, Kassán, Pozsonyban valamint Budapesten. Többnyire tájképek és szociális érzékenységről tanúskodó életképek festésével foglalkozott.

## Egyéni kiállítások
- 1926 • Révkomárom
- 1974 • DMM, Komárom (CSZ)
- 1975 • Művelődési Központ, Komárom [Túri Józseffel, Dévai Sándorral].

## Válogatott csoportos kiállítások
- 1939 • Felvidéki Képzőművészeti Kiállítás, Kassa
- 1954 • A Komáromi Képzőművészeti Kör első kiállítása, Művelődési Központ, Komárom.